# 方保僑
方保僑（英語：Francis Fong Po Kiu，1968年12月11日—），現任香港互動市務商會創會會長和香港資訊科技商會榮譽會長，為英國特許秘書及行政人員公會深會員和香港公司秘書公會資深會員。他從事資訊科技及電訊業，同時在多份香港報章撰寫專欄，主要評述資訊科技的發展。

## 生平
方保僑出生於香港，在九龍牛頭角上邨成長（小學時期），有一姊一兄一弟。其胞弟為香港理工大學企業發展院兼任教授方健僑。方保僑在1985年畢業於沙田官立中學中五年級，1987年於原校完成中七課程，1990年畢業於香港理工學院（現稱香港理工大學）公司秘書及行政人員專業文憑，之後參與多項香港的IT計劃，並創立了香港互聯網協會、香港互動市務商會、香港消費電子產品聯盟、電子學習聯盟。

## 社會服務及公職
- 中華人民共和國香港特別行政區第十二屆全國人民代表大會代表－－選舉會議成員[5]
- 香港特別行政區選舉委員（資訊科技界別分組2006-2015年度）－－會委員
- 香港互動市務商會－－創會會長[6]
- 香港資訊科技商會－－榮譽會長[7]
- 電子學習聯盟－－創辦人[8]
- 香港消費電子聯盟－－創辦人
- 香港特別行政區政府商務及經濟發展局反濫發訊息工作小組－－非官方成員
- 通訊事務管理局辦公室 - - 電訊服務用戶及消費者諮詢委員會
- 職業安全健康局（(印刷出版、資訊及通訊業委員會）－－主席[9]
- 香港消費者委員會 資訊科技專業顧問小組－－增選委員[10]
- 香港貿易發展局 - - 設計、市務推廣及專利授權服務業諮詢委員會委員
- 香港物流發展局－－物流資訊專項小組成員[11]
- 無國界醫生香港辦事處－－顧問委員會成員[12]
- 樂施會 - - 資源發展委員會委員
- 有機上網（社聯）-- 顧問委員會成員
- 香港失明人協進會 無障礙電子學習支援計劃 - - 執行委員會委員
- 香港互聯網協會－－創會會員[13]
- 香港旅遊業議會－－購物事宜委員會委員（2009 - 2011）
- 英國特許秘書及行政人員公會－－資深會員
- 香港公司秘書公會－－資深會員
- 香港電腦學會－－資深會員[14]

## 節目主持人（香港開電視）
- 2019年：《科遊記》
- 2019年：《智能拯救隊》

## 撰稿人（香港電台第一台）
- 《藍地球（香港電台節目）藍地球》

## 外部連結
- 方保僑小介 （页面存档备份，存于）《文匯報》，2007年12月13日
- 智在四方《蘋果日報》
- 政情：方保僑四部手機跟身（页面存档备份，存于） - 《太陽報》，2010年7月31日